# Вакаруса (Индијана)
Вакаруса (енгл. Wakarusa) град је у америчкој савезној држави Индијана.

## Демографија
По попису из 2010. године број становника је 1.758, што је 140 (8,7%) становника више него 2000. године.
| Група             | 2000.         | 2010.         |
| Белци             | 1.558 (96,3%) | 1.663 (94,6%) |
| Афроамериканци    | 8 (0,5%)      | 18 (1,0%)     |
| Азијати           | 3 (0,2%)      | 17 (1,0%)     |
| Хиспаноамериканци | 24 (1,5%)     | 43 (2,4%)     |
| Укупно            | 1.618         | 1.758         |